# Dean Eastman
Dean Eric Eastman (* 21. Januar 1940 in Oxford, Wisconsin; † 4. März 2018) war ein US-amerikanischer Festkörperphysiker und IBM-Manager.
Eastman studierte am Massachusetts Institute of Technology mit dem Bachelor-Abschluss 1962, dem Master-Abschluss 1963 und der Promotion in Elektrotechnik 1965. Ab 1963 war er als Wissenschaftler bei IBM, wo er von 1971 bis 1981 die Abteilung Oberflächenphysik und Photoemissionsspektroskopie in der Forschungsabteilung leitete, 1981/82 die Abteilung Lithography, Packaging and Compound Semiconductors und 1983 bis 1985 Direktor des Advanced Packaging Lab war. 1986 bis 1994 war er Direktor Product Development in der Systems Technology Division, Vizepräsident Logic Memory and Packaging und Vizepräsident und Direktor für Entwicklung in der Systems Technology Division. Er leitete 1994 bis 1996 die Abteilung Hardware Development and Reengineering in der IBM-Hauptverwaltung. 1996 verließ er IBM und wurde Direktor des Argonne National Laboratory, was er bis 1998 war. Danach war er Professor an der University of Chicago im James Franck Institute.
1972/73 war er Gastprofessor am MIT. 1974 wurde er IBM Fellow.
1980 erhielt er den Oliver E. Buckley Condensed Matter Prize. Er war Mitglied der National Academy of Sciences (1982), der American Association for the Advancement of Science, der American Academy of Arts and Sciences (1991), der National Academy of Engineering (1988) und Fellow der American Physical Society (1981) und des IEEE.